# 西脇都市圏
西脇都市圏（にしわきとしけん）は、かつて存在した兵庫県西脇市を中心とする都市圏である。

## 定義
一般的な都市圏の定義については都市圏を参照のこと。

### 「10% 都市圏（通勤圏）」
西脇市を中心とする都市雇用圏（10% 通勤圏）に含まれる自治体は多可町で、人口は約7万人（2010年国勢調査基準）。
都市雇用圏（10% 通勤圏）の変遷
- 10% 通勤圏に入っていない自治体は、各統計年の欄で灰色かつ「-」で示す。

| 自治体 ('80) | 1980年                | 1990年                | 1995年                | 2000年                | 2005年                | 2010年                | 2015年                | 自治体 （現在） |
| ------------ | --------------------- | --------------------- | --------------------- | --------------------- | --------------------- | --------------------- | --------------------- | --------------- |
| 黒田庄町     | 西脇 都市圏 6万6114人 | 西脇 都市圏 8万2089人 | 西脇 都市圏 8万2602人 | 西脇 都市圏 7万1033人 | 西脇 都市圏 6万8257人 | 西脇 都市圏 6万5992人 | 西脇 都市圏 6万2066人 | 西脇市          |
| 西脇市       | 西脇 都市圏 6万6114人 | 西脇 都市圏 8万2089人 | 西脇 都市圏 8万2602人 | 西脇 都市圏 7万1033人 | 西脇 都市圏 6万8257人 | 西脇 都市圏 6万5992人 | 西脇 都市圏 6万2066人 | 西脇市          |
| 中町         | 西脇 都市圏 6万6114人 | 西脇 都市圏 8万2089人 | 西脇 都市圏 8万2602人 | 西脇 都市圏 7万1033人 | 西脇 都市圏 6万8257人 | 西脇 都市圏 6万5992人 | 西脇 都市圏 6万2066人 | 多可町          |
| 加美町       | 西脇 都市圏 6万6114人 | 西脇 都市圏 8万2089人 | 西脇 都市圏 8万2602人 | 西脇 都市圏 7万1033人 | 西脇 都市圏 6万8257人 | 西脇 都市圏 6万5992人 | 西脇 都市圏 6万2066人 | 多可町          |
| 八千代町     | -                     | 西脇 都市圏 8万2089人 | 西脇 都市圏 8万2602人 | 西脇 都市圏 7万1033人 | 西脇 都市圏 6万8257人 | 西脇 都市圏 6万5992人 | 西脇 都市圏 6万2066人 | 多可町          |
| 滝野町       | -                     | 西脇 都市圏 8万2089人 | 西脇 都市圏 8万2602人 | 小野 都市圏           | 小野 都市圏           | 神戸 都市圏           | 神戸 都市圏           | 加東市          |

- 2005年10月1日：西脇市と多可郡黒田庄町と新設合併して新たに西脇市となった。
- 2005年11月1日：多可郡中町、加美町、八千代町が新設合併して多可町となった。
- 2006年3月20日：加東郡社町、滝野町、東条町が新設合併して加東市となった。

## 脚註
1. ↑  平成26年度総合調査研究